# Coronalpheus
Coronalpheus is een geslacht van kreeftachtigen uit de klasse van de Malacostraca (hogere kreeftachtigen).

## Soort
- Coronalpheus natator Wicksten, 1999